# Шинрой
Шинрой (чечен. Шинрой) — один из чеченских тайпов, согласно традиционному делению входит в тукхум овхой (ауховцы), исторически проживают в селениях Кешен-Аух и Юрт-Аух.

## История
По мнению чеченского историка, кандидата исторических наук С. А. Натаева семантика тайпа неясна. В работе Нану Семёнова под названием «Сказки и легенды чеченцев» 1882 года упоминается тайп Шинерой, по мнению доктора географических наук, профессора Головлёва Алексея Алексеевича - это ауховские Шинрой.

## Состав
Тайп состоит из следующих фамилий: Эсенбиевы, Джаватхановы, Хухаевы, Конкиевы, Ильясхановы, Товбиевы (Юрт-Аух), Демиевы. Также тайп зафиксирован в числе иорданских чеченцев.